# Златоглаво кралче
Златоглаво кралче (Regulus satrapa) е вид птица от семейство Regulidae.

## Разпространение
Видът е разпространен в Гватемала, Канада, Мексико, Сен Пиер и Микелон и САЩ.